# Operation Sandstone
Die Operation Sandstone war die dritte Serie von amerikanischen Kernwaffentests. Sie fand 1948 auf dem Eniwetok-Atoll im Pazifik statt und bestand aus drei einzelnen Tests.

## Die einzelnen Tests der Sandstone-Serie
Die Operation Sandstone wurde durchgeführt, um eine neue Bombenbauweise zu erproben, die während des Manhattan-Projektes entwickelt worden war. Unter anderem wurden neue Methoden für die Zusammensetzung des Kerns einer Atombombe untersucht. Die neue Bauweise sollte bei gleicher Plutoniummenge die doppelte Sprengkraft der Mark-3-Bombe haben, welche auf Nagasaki abgeworfen worden war.
Die einzelnen Tests wurden im Juni 1947 von US-Präsident Harry S. Truman autorisiert und das Eniwetok-Atoll am 11. Oktober als Testgelände bestimmt. Die 142 Bewohner der Insel wurden im Dezember auf das 230 Kilometer entfernte Ujelang-Atoll umgesiedelt.
| Bombe | Datum/Zeit (GMT)         | Ort          | Explosionshöhe     | Testart | Sprengkraft | Anmerkungen |
| ----- | ------------------------ | ------------ | ------------------ | ------- | ----------- | --- |
| X-Ray | 14. April 1948 18:17 Uhr | Insel Engebi | 61 Meter (200 Fuß) | Turm    | 37 kT       | Die Implosionsbombe bestand aus 5 kg Uran-235 und 2,5 kg Plutonium. Nach dem Test wurden von ferngesteuerten Panzern Proben aus dem Erdreich entnommen, um radiochemische Analysen durchzuführen. |
| Yoke  | 30. April 1948 18:09 Uhr | Insel Aomon  | 61 Meter (200 Fuß) | Turm    | 49 kT       | Yoke war die bis dahin stärkste Atombombe und testete Prinzipien einen Compoundkern herzustellen. Prototyp für die Bombe Mark 4.                                                                  |
| Zebra | 14. Mai 1948 18:04 Uhr   | Insel Runit  | 61 Meter (200 Fuß) | Turm    | 18 kT       | Waffenentwicklungstests, wie X-Ray und Yoke |